# Connaraceae

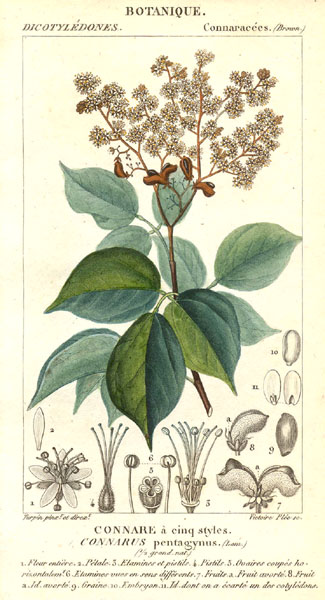
Agelaea lamarckii

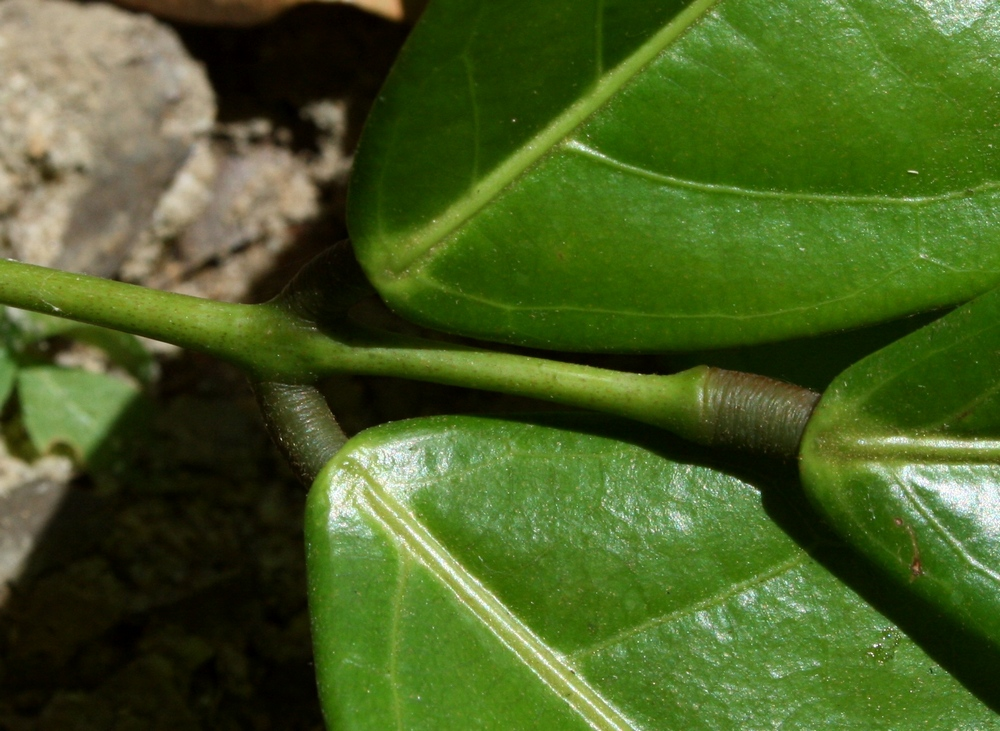
Folhas de Connarus mostrando os pulvinos.

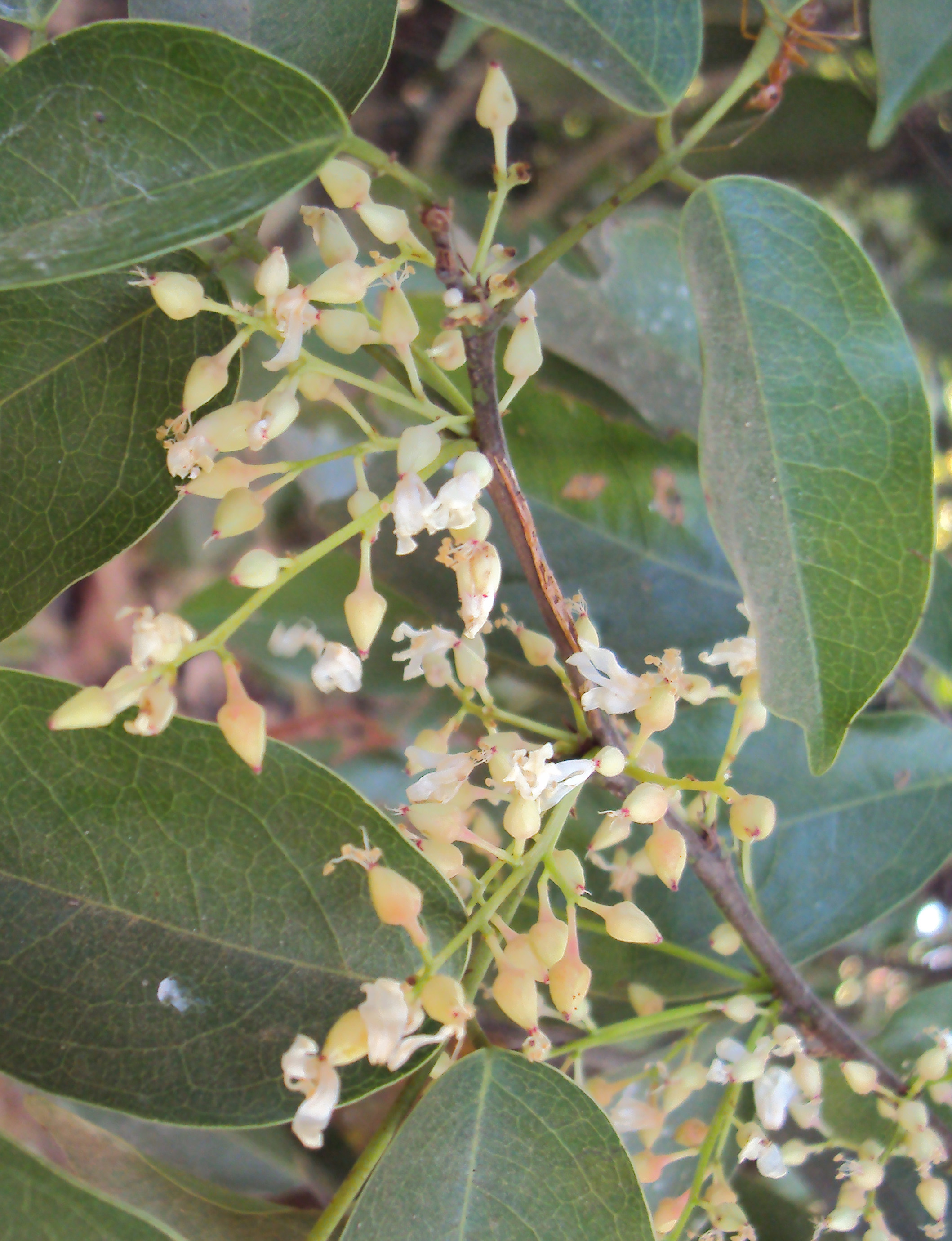
Inflorescências de Connarus wightii.

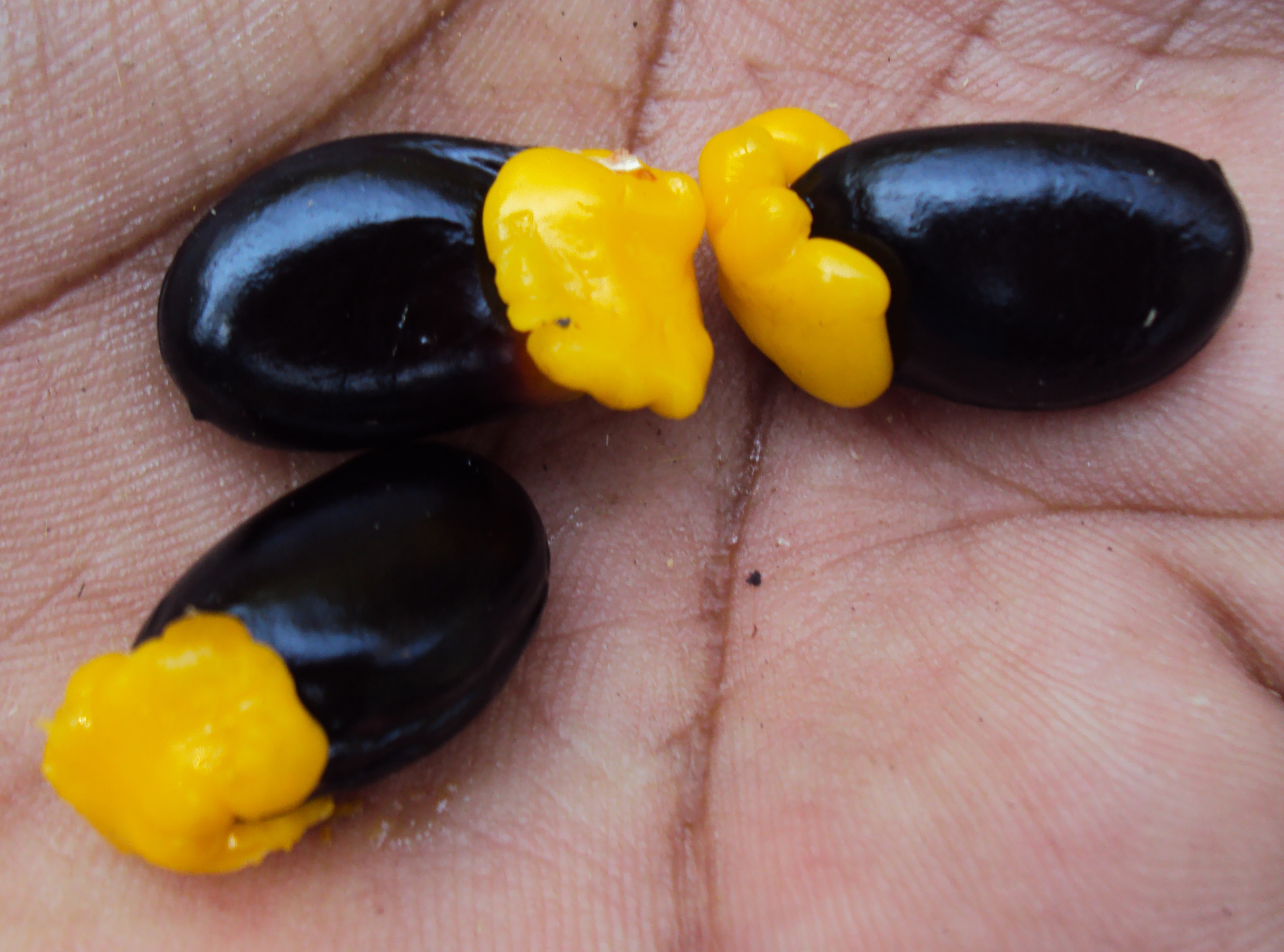
Sementes ariladas de Connarus paniculatus.

Connaraceae é uma família de plantas com flor, pertencente à ordem Oxalidales, com distribuição pantropical, agrupando 19 géneros e mais de 180 espécies. As Connaraceae, que têm o seu principal centro de diversidade nas regiões tropicais da África e do Sueste Asiático, são na sua maior parte árvores e arbustos de folha perene, frequentemente trepadeirass lenhosas.

## Descrição
As Connaraceae são tipicamente árvores sempre verdes, raramente caducifólias, menos vezes arbustos, frequentemente lianas lenhosas. O género Connarus é representado por espécies que se inserem nas três formas de vida atrás apontadas, enquanto as espécies de Rourea são todas trepadeiras. O crescimento da espessura secundária inicia-se de forma convencional a partir de um anel do câmbio vascular ou anormalmente sobre um câmbio concêntrico (em Rourea).
As folhas são coreáceas, imparipinadas, geralmente trifoliadas e raramente inteiras, com filotaxia alternada e inserção espiralada, sem estípulas e com um pulvino na base do pecíolo e lâmina foliar bem diferenciada. As folhas mas geralmente consiste em apenas um ou três folíolos, que geralmente têm bordo liso e raramente um lóbulo. Os estômatos são paracíticos, raramente ciclocíticos ou diacíticos.
São plantas hermafroditas lenhosas, maioritariamente árvores ou arbustos com ramos trepadores ou escandentes, por vezes lianas.
Folhas sem estípulas, compostas, imparipinadas (o folíolo terminal quase sempre maior que os laterais), folíolos com base arredondada, obtusa, estreitada ou raramente peltada, ápice acuminado a mucronado, margem em geral inteira, por vezes revoluta, nunca serrada, crenada ou dentada, nervação reticulada ou transversal.
As flores ocorrem em inflorescências geralmente paniculadas ou espiciformes, axilares, pseudoterminais ou terminais. As flores são bracteadas, actinomorfas, pentâmeras. Os estames são 10, com os 5 epissépalos mais longos que os outros 5 epipétalos. As anteras são globosas ou subglobosas, com deiscência longitudinal. Os carpelos são 1 ou 5, apocárpicos, bi-ovulados, com um ou vários carpelos a maturarem para formar o fruto.
O fruto é um folículo, com ou sem espique, com o cálice presente no fruto. Apenas uma, raramente duas, sementes por fruto, com ou sem endosperma, com uma estruturas ariloide presente. Os folículos geralmente ocorrem individualmente ou em agrupados em infrutescências com de um pares a 4 pares de frutos. Os folículos permanecem fechados ou abertos. A semente geralmente é cercada por uma sarcotesta carnuda e colorida e pode conter um endosperma oleaginoso. O revestimento da semente é espesso. O embrião é recto.
O número cromossómico básico é x = 13 ou x = 14.

### Distribuição
A família Connaraceae é pantropical, com os seus géneros mais importantes (Connarus, com cerca de 80 espécies, e Rourea, com 40-70 espécies) distribuídos pelas regiões de clima tropical de todos os continentes.:107. O habitat mais comum das espécies que integram esta família são as florestas tropicais húmidas das terras baixas e as savanas dos trópicos.
A maior diversidade da família ocorre na África tropical e no Sueste Asiático, com algumas espécies nas regiões subtropicais. Nas Américas a família tem menor representação, mas ainda assim ocorrem 5 géneros e mais de 100 espécies distribuídas desde o sul do México até ao Brasil (estado de Santa Catarina) e nas Antilhas. Só na Nicarágua ocorrem 3 géneros e 6 espécies.

### Usos
A espécie Connarus guianensis é economicamente importante pela sua madeira muito apreciada pelo efeito decorativo, comercializada como cunário ou «zebra wood».

## Filogenia e sistemática
A família foi descrita em 1818 por Robert Brown na obra Narrative of an Expedition to Explore the River Zaire p. 431. 1818.. O género tipo é Connarus L.. Um sinónimo taxonómico para Connaraceae R.Br. é Cnestidaceae (Raf.) Raf.

### Filogenia
A posição da família Connaraceae no contexto da filogenia da ordem Oxalidales, conforme determinada pelo Angiosperm Phylogeny Group, é a seguinte:
|  | Connaraceae |
|  |             |
|  | Oxalidaceae |
|  |             |

|  | \| \| Brunelliaceae \| \| \| \| \| \| Cephalotaceae \| \| \| \| |
|  |                                                                 |
|  | Elaeocarpaceae                                                  |
|  |                                                                 |
|  | Brunelliaceae                                                   |
|  |                                                                 |
|  | Cephalotaceae                                                   |
|  |                                                                 |

|  | Brunelliaceae |
|  |               |
|  | Cephalotaceae |
|  |               |

|  | \| \| Brunelliaceae \| \| \| \| \| \| Cephalotaceae \| \| \| \| |
|  |                                                                 |
|  | Elaeocarpaceae                                                  |
|  |                                                                 |
|  | Brunelliaceae                                                   |
|  |                                                                 |
|  | Cephalotaceae                                                   |
|  |                                                                 |

|  | Brunelliaceae |
|  |               |
|  | Cephalotaceae |
|  |               |

|  | Connaraceae |
|  |             |
|  | Oxalidaceae |
|  |             |

|  | \| \| Brunelliaceae \| \| \| \| \| \| Cephalotaceae \| \| \| \| |
|  |                                                                 |
|  | Elaeocarpaceae                                                  |
|  |                                                                 |
|  | Brunelliaceae                                                   |
|  |                                                                 |
|  | Cephalotaceae                                                   |
|  |                                                                 |

|  | Brunelliaceae |
|  |               |
|  | Cephalotaceae |
|  |               |

|  | \| \| Brunelliaceae \| \| \| \| \| \| Cephalotaceae \| \| \| \| |
|  |                                                                 |
|  | Elaeocarpaceae                                                  |
|  |                                                                 |
|  | Brunelliaceae                                                   |
|  |                                                                 |
|  | Cephalotaceae                                                   |
|  |                                                                 |

|  | Brunelliaceae |
|  |               |
|  | Cephalotaceae |
|  |               |

|  | Connaraceae |
|  |             |
|  | Oxalidaceae |
|  |             |

|  | \| \| Brunelliaceae \| \| \| \| \| \| Cephalotaceae \| \| \| \| |
|  |                                                                 |
|  | Elaeocarpaceae                                                  |
|  |                                                                 |
|  | Brunelliaceae                                                   |
|  |                                                                 |
|  | Cephalotaceae                                                   |
|  |                                                                 |

|  | Brunelliaceae |
|  |               |
|  | Cephalotaceae |
|  |               |

|  | \| \| Brunelliaceae \| \| \| \| \| \| Cephalotaceae \| \| \| \| |
|  |                                                                 |
|  | Elaeocarpaceae                                                  |
|  |                                                                 |
|  | Brunelliaceae                                                   |
|  |                                                                 |
|  | Cephalotaceae                                                   |
|  |                                                                 |

|  | Brunelliaceae |
|  |               |
|  | Cephalotaceae |
|  |               |

|  | Connaraceae |
|  |             |
|  | Oxalidaceae |
|  |             |

|  | \| \| Brunelliaceae \| \| \| \| \| \| Cephalotaceae \| \| \| \| |
|  |                                                                 |
|  | Elaeocarpaceae                                                  |
|  |                                                                 |
|  | Brunelliaceae                                                   |
|  |                                                                 |
|  | Cephalotaceae                                                   |
|  |                                                                 |

|  | Brunelliaceae |
|  |               |
|  | Cephalotaceae |
|  |               |

|  | \| \| Brunelliaceae \| \| \| \| \| \| Cephalotaceae \| \| \| \| |
|  |                                                                 |
|  | Elaeocarpaceae                                                  |
|  |                                                                 |
|  | Brunelliaceae                                                   |
|  |                                                                 |
|  | Cephalotaceae                                                   |
|  |                                                                 |

|  | Brunelliaceae |
|  |               |
|  | Cephalotaceae |
|  |               |

|  | Connaraceae |
|  |             |
|  | Oxalidaceae |
|  |             |

|  | \| \| Brunelliaceae \| \| \| \| \| \| Cephalotaceae \| \| \| \| |
|  |                                                                 |
|  | Elaeocarpaceae                                                  |
|  |                                                                 |
|  | Brunelliaceae                                                   |
|  |                                                                 |
|  | Cephalotaceae                                                   |
|  |                                                                 |

|  | Brunelliaceae |
|  |               |
|  | Cephalotaceae |
|  |               |

|  | \| \| Brunelliaceae \| \| \| \| \| \| Cephalotaceae \| \| \| \| |
|  |                                                                 |
|  | Elaeocarpaceae                                                  |
|  |                                                                 |
|  | Brunelliaceae                                                   |
|  |                                                                 |
|  | Cephalotaceae                                                   |
|  |                                                                 |

|  | Brunelliaceae |
|  |               |
|  | Cephalotaceae |
|  |               |

|  | Connaraceae |
|  |             |
|  | Oxalidaceae |
|  |             |

|  | \| \| Brunelliaceae \| \| \| \| \| \| Cephalotaceae \| \| \| \| |
|  |                                                                 |
|  | Elaeocarpaceae                                                  |
|  |                                                                 |
|  | Brunelliaceae                                                   |
|  |                                                                 |
|  | Cephalotaceae                                                   |
|  |                                                                 |

|  | Brunelliaceae |
|  |               |
|  | Cephalotaceae |
|  |               |

|  | \| \| Brunelliaceae \| \| \| \| \| \| Cephalotaceae \| \| \| \| |
|  |                                                                 |
|  | Elaeocarpaceae                                                  |
|  |                                                                 |
|  | Brunelliaceae                                                   |
|  |                                                                 |
|  | Cephalotaceae                                                   |
|  |                                                                 |

|  | Brunelliaceae |
|  |               |
|  | Cephalotaceae |
|  |               |

|  | Connaraceae |
|  |             |
|  | Oxalidaceae |
|  |             |

|  | \| \| Brunelliaceae \| \| \| \| \| \| Cephalotaceae \| \| \| \| |
|  |                                                                 |
|  | Elaeocarpaceae                                                  |
|  |                                                                 |
|  | Brunelliaceae                                                   |
|  |                                                                 |
|  | Cephalotaceae                                                   |
|  |                                                                 |

|  | Brunelliaceae |
|  |               |
|  | Cephalotaceae |
|  |               |

|  | \| \| Brunelliaceae \| \| \| \| \| \| Cephalotaceae \| \| \| \| |
|  |                                                                 |
|  | Elaeocarpaceae                                                  |
|  |                                                                 |
|  | Brunelliaceae                                                   |
|  |                                                                 |
|  | Cephalotaceae                                                   |
|  |                                                                 |

|  | Brunelliaceae |
|  |               |
|  | Cephalotaceae |
|  |               |

|  | Connaraceae |
|  |             |
|  | Oxalidaceae |
|  |             |

|  | \| \| Brunelliaceae \| \| \| \| \| \| Cephalotaceae \| \| \| \| |
|  |                                                                 |
|  | Elaeocarpaceae                                                  |
|  |                                                                 |
|  | Brunelliaceae                                                   |
|  |                                                                 |
|  | Cephalotaceae                                                   |
|  |                                                                 |

|  | Brunelliaceae |
|  |               |
|  | Cephalotaceae |
|  |               |

|  | \| \| Brunelliaceae \| \| \| \| \| \| Cephalotaceae \| \| \| \| |
|  |                                                                 |
|  | Elaeocarpaceae                                                  |
|  |                                                                 |
|  | Brunelliaceae                                                   |
|  |                                                                 |
|  | Cephalotaceae                                                   |
|  |                                                                 |

|  | Brunelliaceae |
|  |               |
|  | Cephalotaceae |
|  |               |

### Registo fóssil
Uma impressão foliar fóssil descrita como Rourea miocaudata, encontrada em depósitos da Índia, apresenta grande semelhança com os folíolos da espécie extante Rourea caudata. Esses registos foram encontrados na parte inferior de sedimentos da formação Siwalik (Formação Dafla, do Mioceno médio a superior) da área de Pinjoli do distrito de West Kameng, Arunachal Pradesh. Madeira permineralizada de um caule com a anatomia distintiva de uma liana foi descrita, em conjunto com frutos fósseis, a partir de depósitos do Mioceno inferior (19 milhões de anos atrás) da Formação Cucaracha, no local onde a formação é exposta pelo Corte Culebra do Canal do Panamá. A anatomia dessa madeira é similar à do género Rourea. O registo fóssil das Connaraceae é escasso, mas ocorrências confiáveis indicam que a família se originou tão cedo quanto o Paleoceno tardio e foi disseminada durante o Mioceno.

### Sistemática

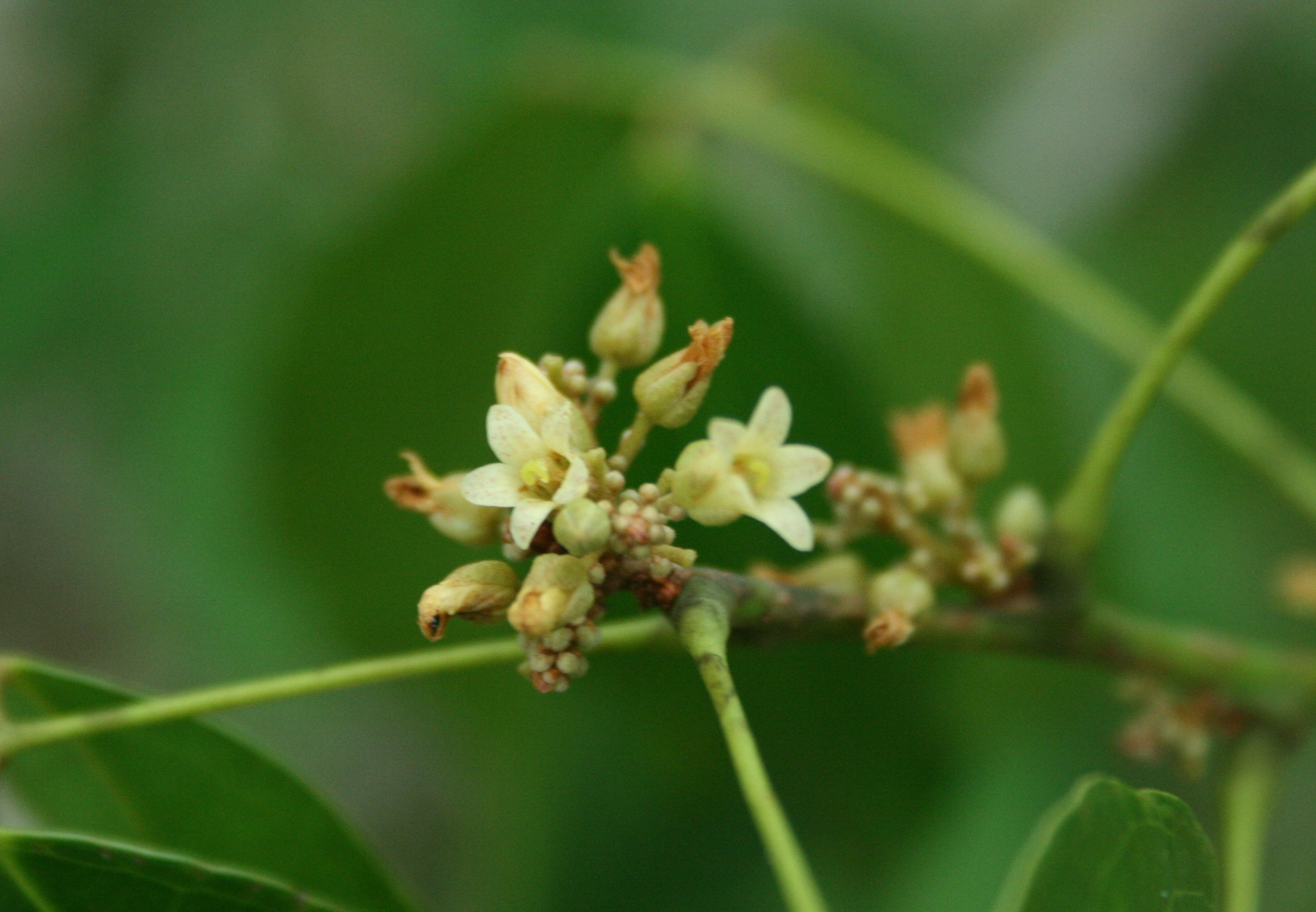
Tribo Connareae: inflorescência com flores pentâmeras de Connarus lambertii.

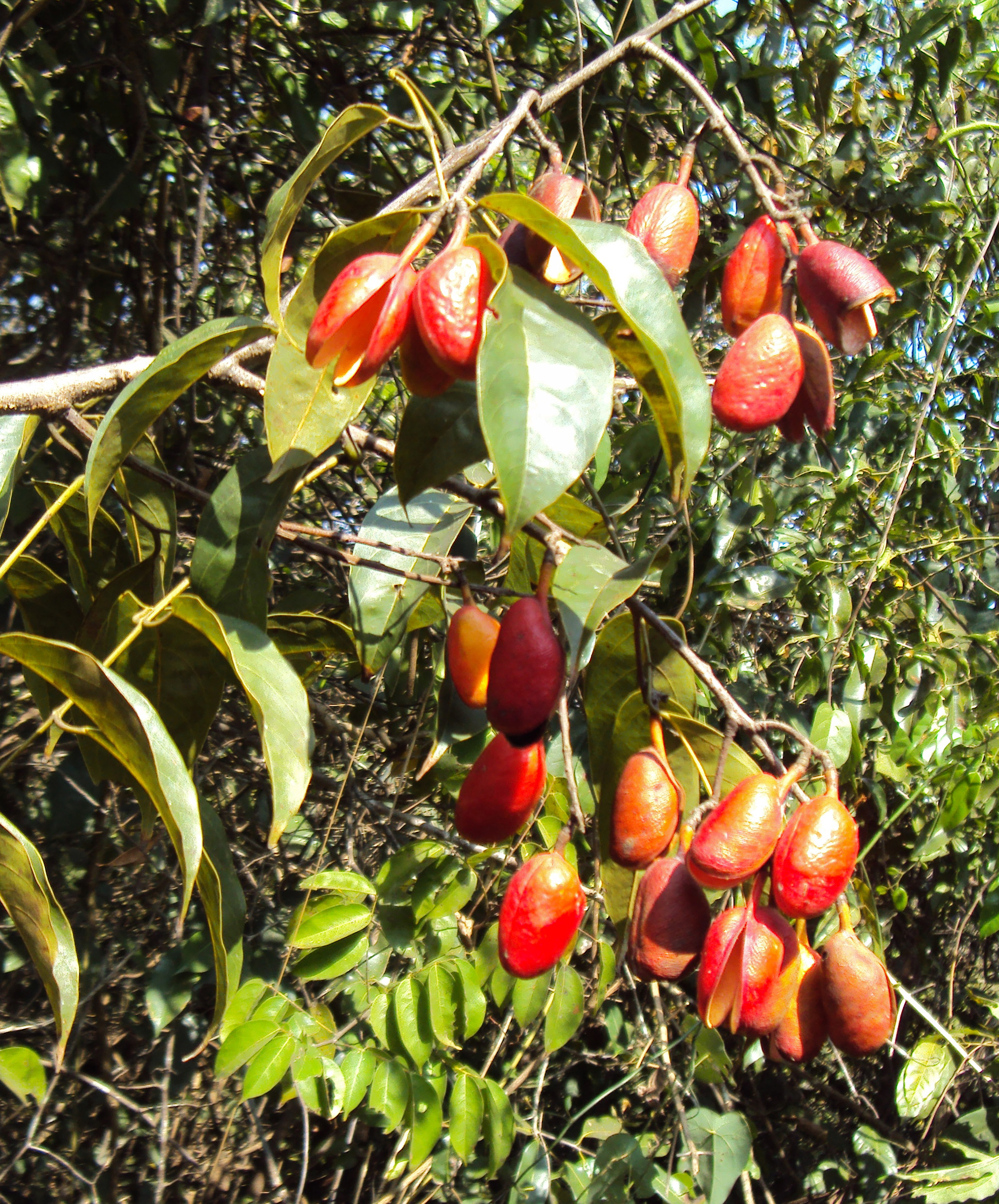
Tribo Connareae: frutos de Connarus paniculatus.

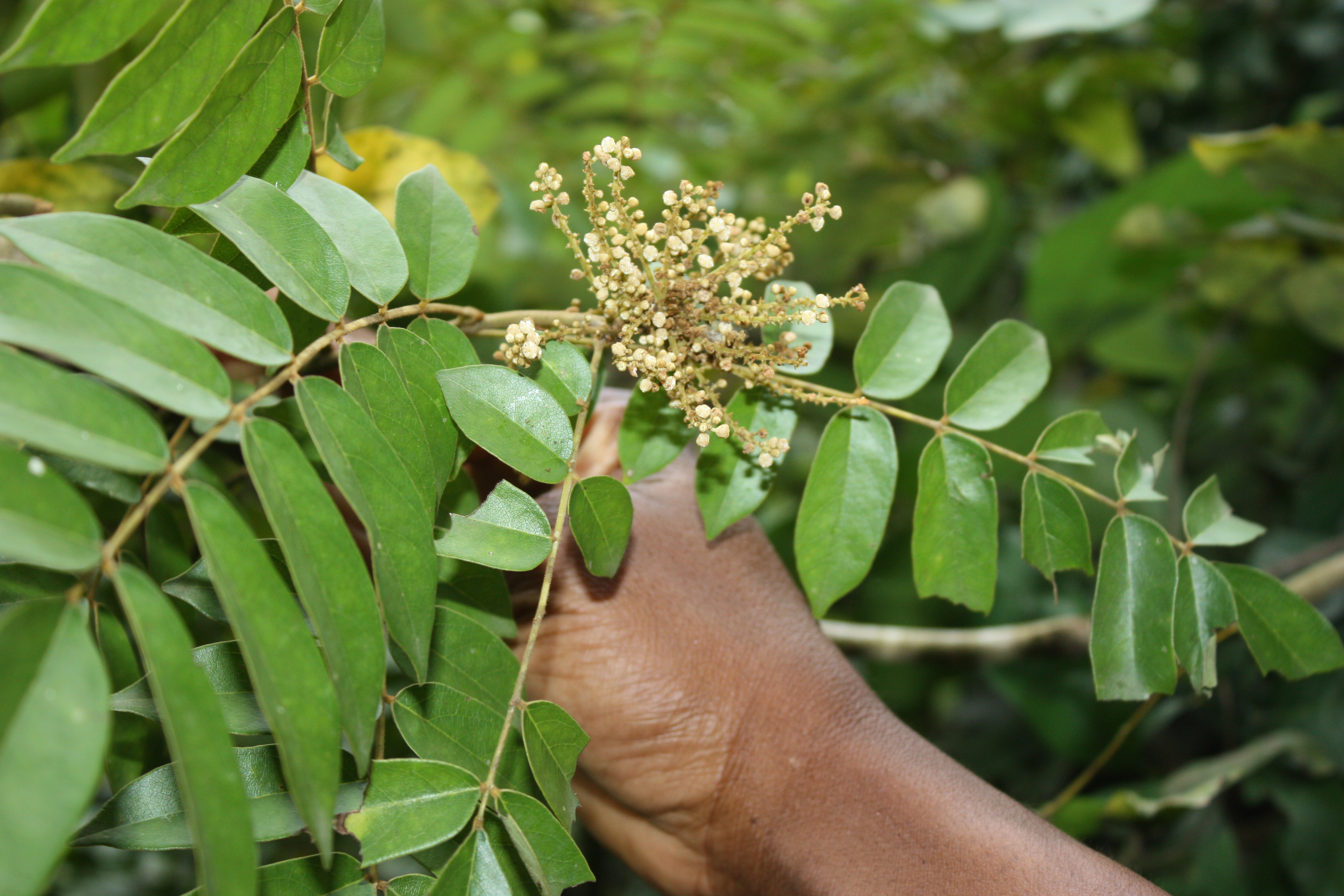
Tribo Cnestideae: folhagem pinada e inflorescência de Cnestis ferruginea.

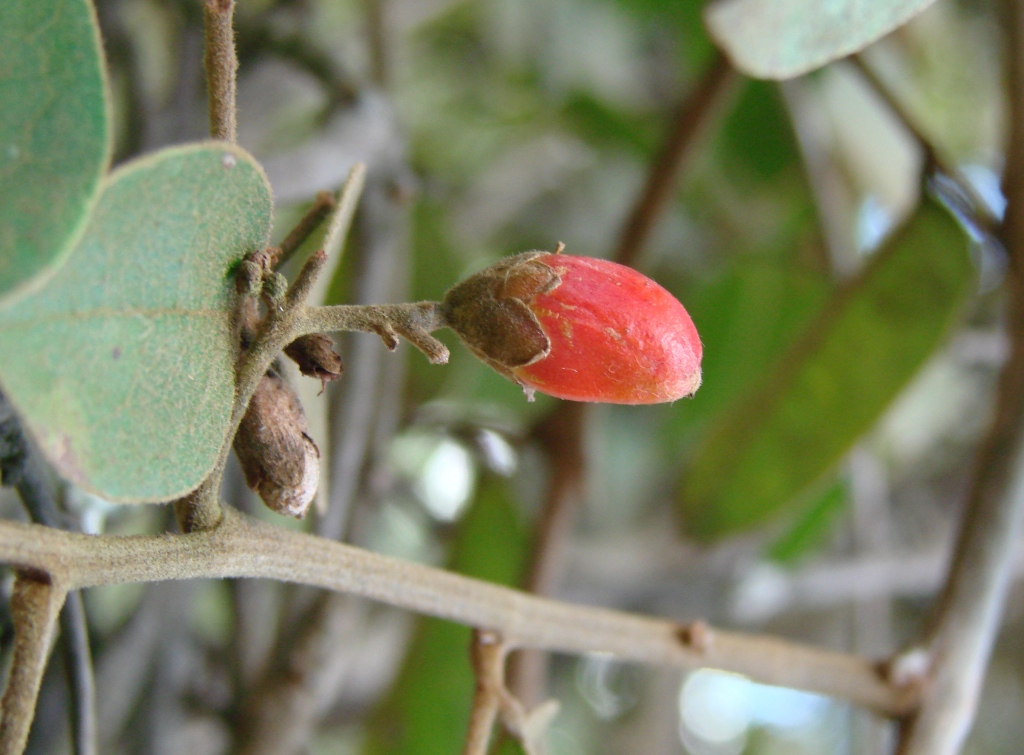
Tribo Cnestideae: frutos de Rourea induta.

A família das Connaraceae está subdividida em tribos e contém 12-19 géneros com mais de 180 espécies:
- Tribo Connareae:
  - Connarus L.: género pantropical, com 80-120 espécies com ampla distribuição.
  - Ellipanthus Hook.f.:com 7 espécies, distribuídas pelo Velho Mundo.
  - Hemandradenia Stapf: com 2 espécies, nativas da África tropical.
  - Burttia Baker f. & Exell: contém apenas uma espécie:
    - Burttia prunoides Baker f. & Exell: nativa da Tanzânia, Moçambique e Zâmbia.

  - Vismianthus Mildbr.: com apenas 2 espécies, o géneros tem distribuição disjunta, com uma espécie na Tanzânia e outra em Myanmar.
- Tribo Jollydoreae Lemmens:
  - Jollydora Pierre ex Gilg: contém apenas uma espécie:
    - Jollydora duparquetiana (Baill.) Pierre:  endemismo das florestas do Gabão.
- Tribo Manoteae Lemmens:
  - Manotes Sol. ex Planch.: com apenas 3 espécies, nativas da África tropical.
- Tribo Cnestideae:
  - Agelaea Sol. ex Planch.: com cerca de 15 espécies, distribuídas pelas regiões tropicais da África e do Sueste Asiático.
  - Cnestidium Planch.: com 4 espécies, nativas do Neotropis.
  - Cnestis Juss.: com cerca de 13 espécies, principalmente das regiões tropicais da África, mas com pelo menos uma espécie nas regiões tropicais da Ásia.
  - Pseudoconnarus Radlk.: com 4-5 espécies, distribuídas pela América do Sul.
  - Rourea Aubl.: género pantropical, com 40-100 espécies com ampla distribuição.

Os géneros e respectivos sinónimos segundo o Angiosperm Phylogeny Website são:
- Agelaea Sol. ex Planch.
- Anisostemon Turcz. = Connarus L.
- Anthagathis Harms = Jollydora Pierre ex Gilg
- Bernardinia Planch. = Rourea Aubl.
- Burttia Baker f. & Exell
- Byrsocarpus Schumach. & Thonn. = Rourea Aubl.
- Castanola Llanos = Agelaea Sol. ex Planch.
- Cnestidium Planch.
- Cnestis Juss.
- Connarus L.
- Dinklagea Gilg = Manotes Sol. ex Planch.
- Ebandoua Pellegr. = Jollydora Pierre ex Gilg
- Eichleria Progel = Rourea Aubl.
- Ellipanthus Hook.f.
- Erythrostigma Hassk. = Connarus L.
- Hemandradenia Stapf
- Hemiandrina Hook.f. = Agelaea Sol. ex Planch.
- Jaundea Gilg = Rourea Aubl.
- Jollydora Pierre ex Gilg
- Manotes Sol. ex Planch.
- Omphalobium Gaertn. = Connarus L.
- Paxia Gilg = Rourea Aubl.
- Pseudellipanthus Schellenb. = Ellipanthus Hook.f.
- Pseudoconnarus Radlk.
- Rourea Aubl.
- Roureopsis Planch. = Rourea Aubl.
- Santalodes Kuntze (SUH) = Rourea Aubl.
- Santaloidella Schellenb. = Rourea Aubl.
- Santaloides Schellenb. = Rourea Aubl.
- Schellenbergia C.E.Parkinson = Vismianthus Mildbr.
- Spiropetalum Gilg = Rourea Aubl.
- Taeniochlaena Hook.f. = Rourea Aubl.
- Tapomana Adans. (SUS) = Connarus L.
- Thysanus Lour. = Cnestis Juss.
- Tricholobus Blume = Connarus L.
- Trichostephania Tardieu = Ellipanthus Hook.f.
- Troostwykia Miq. = Agelaea Sol. ex Planch.
- Vismianthus Mildbr.

## Ocorrência no Brasil
No Brasil, esta família está representada por quatro géneros (Bernardinia, Connarus, Pseudoconnarus e Rourea) e por 69 espécies, das quais 40 são endémicas, por duas subespécies não endémicas e por 30 variedades, das quais 14 são endémicas.

## Galeria

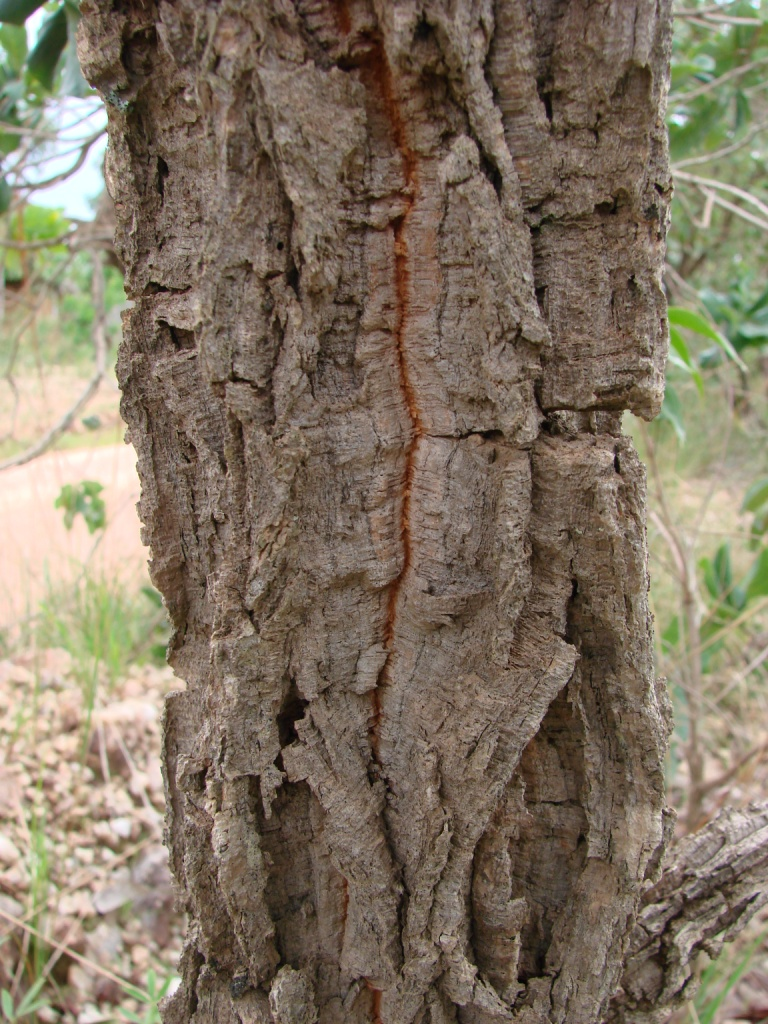
Connarus suberosus (ritidoma).
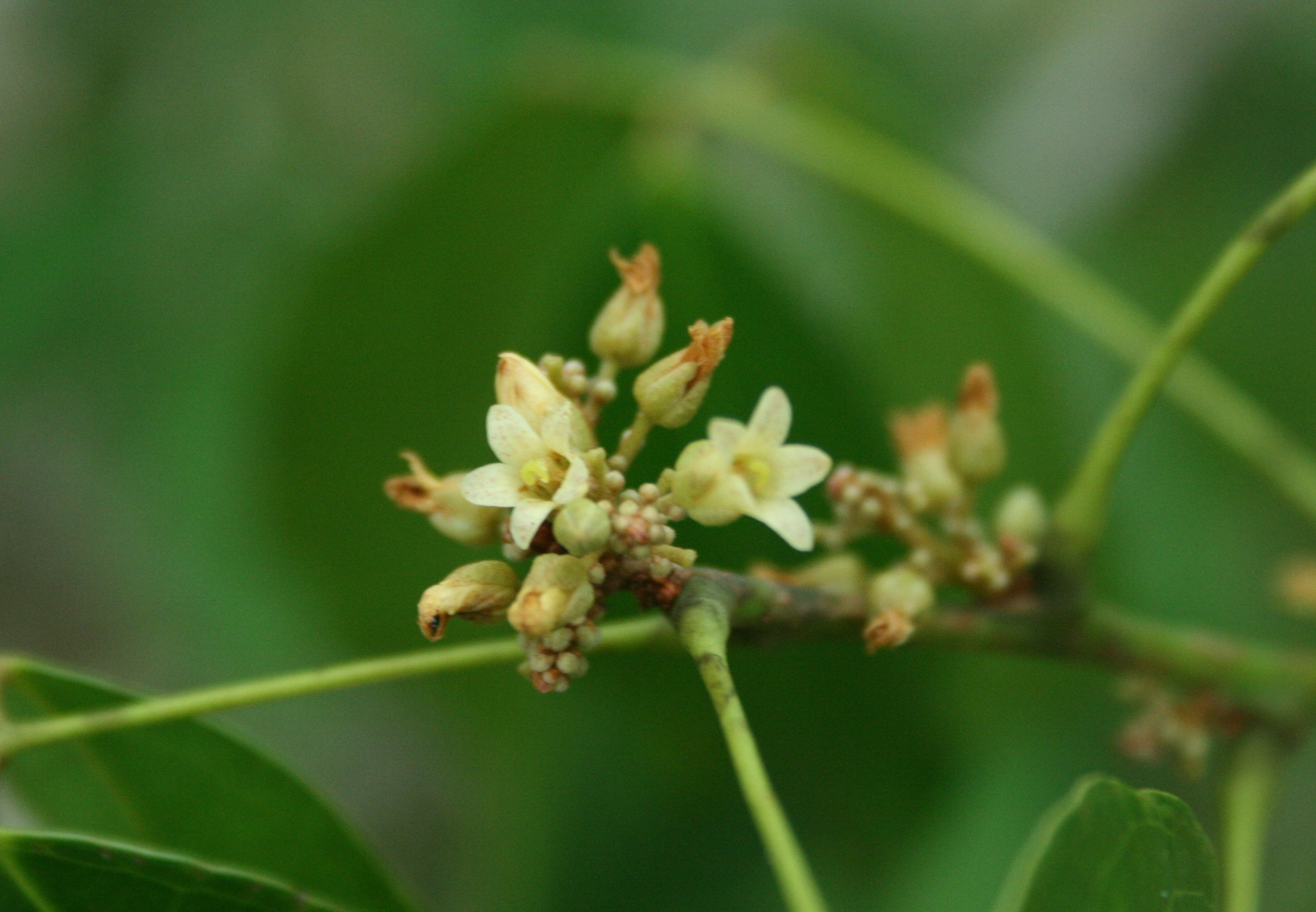
inflorescência de Connarus lambertii.
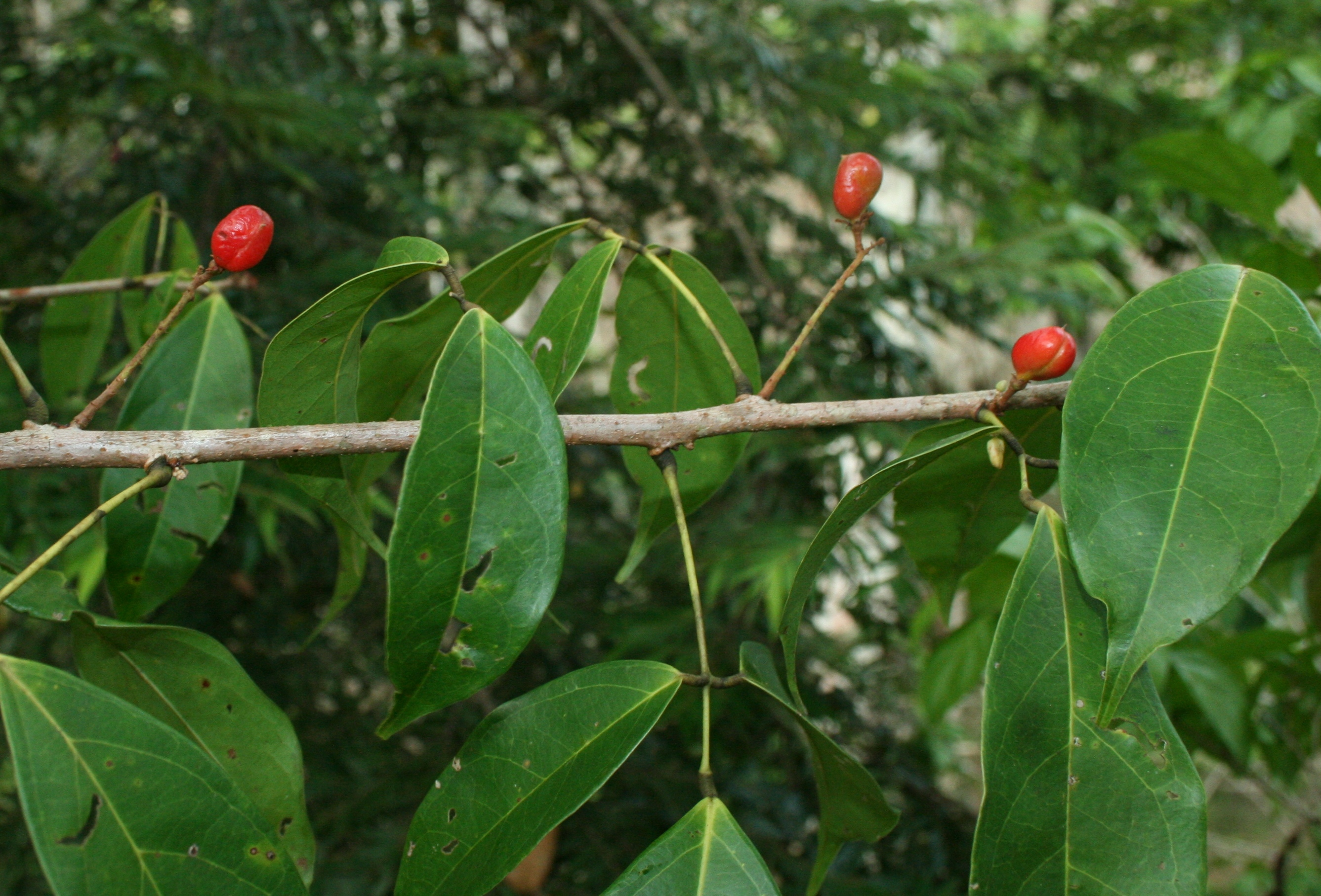
Frutos de  Connarus lambertii.
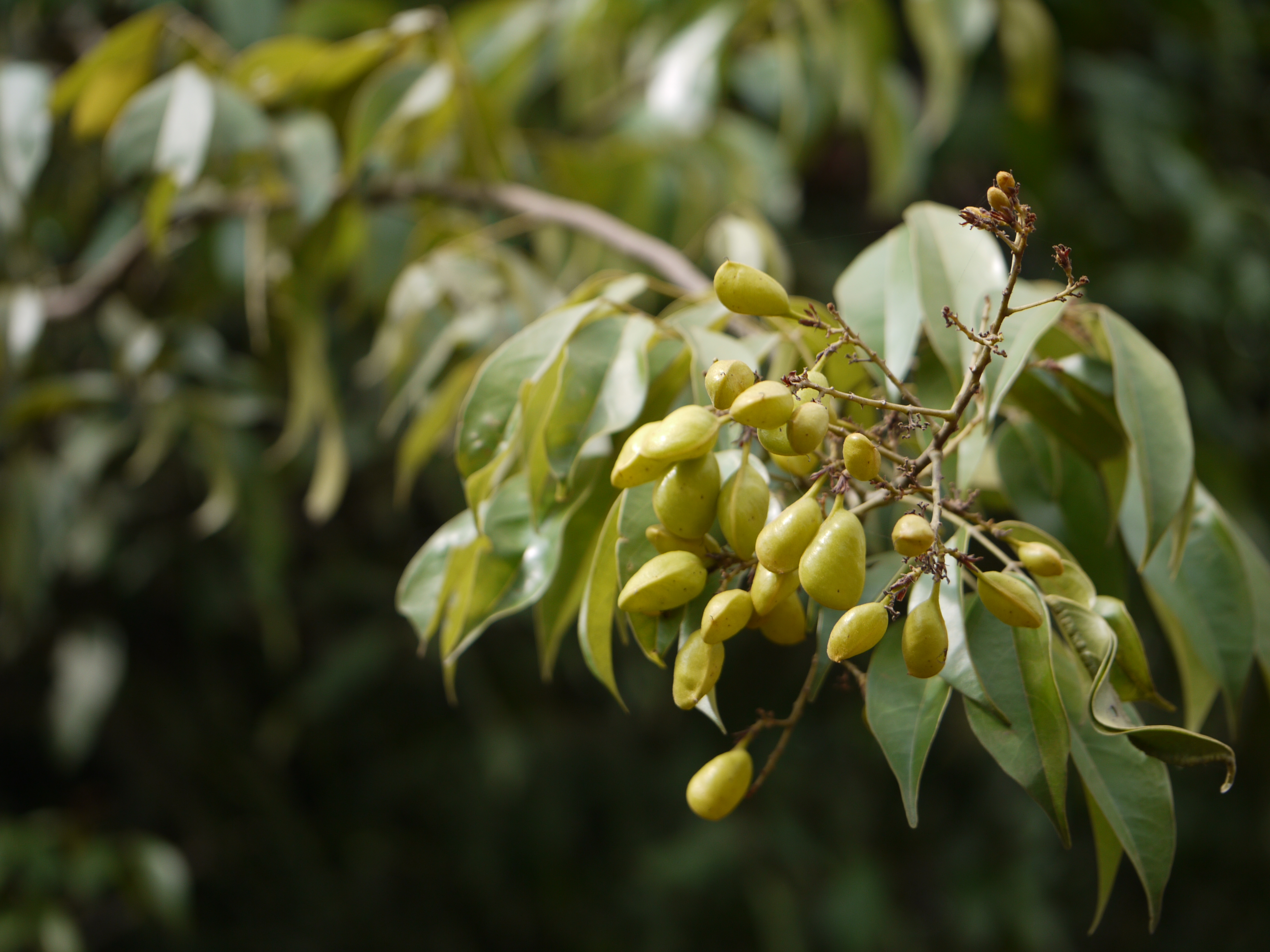
Frutos de Connarus monocarpus.
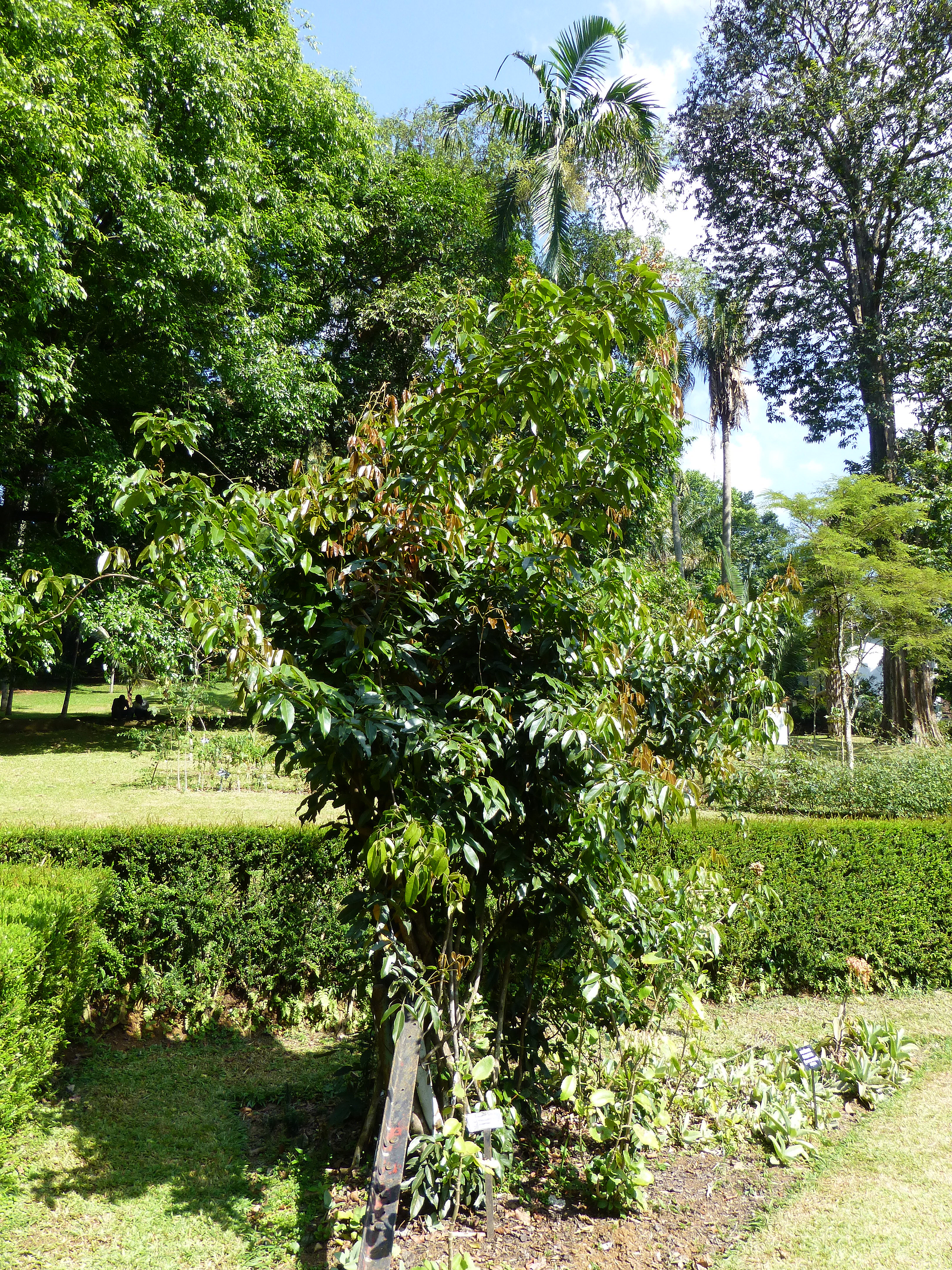
Hábito de Connarus monocarpus.
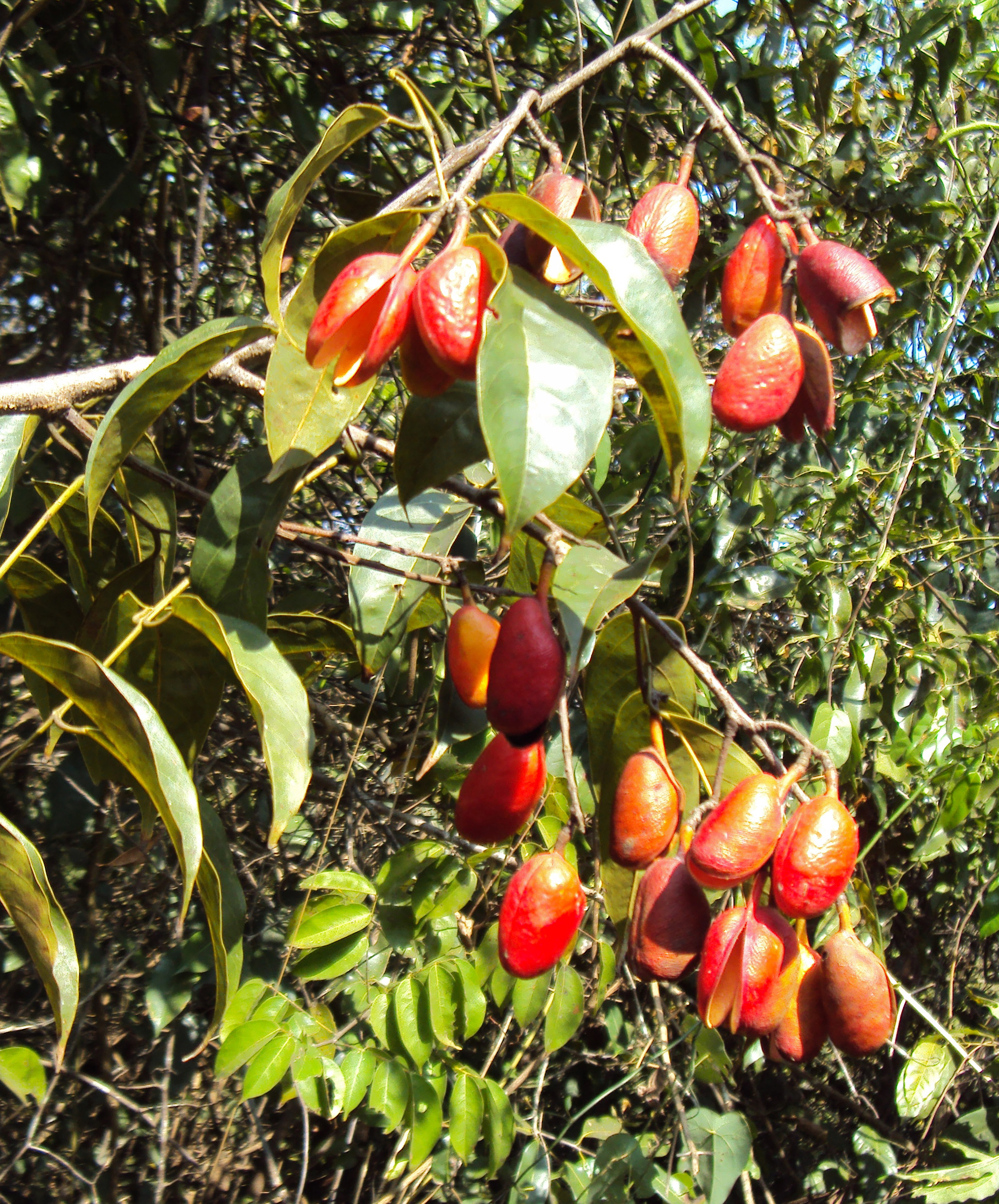
Frutos de Connarus paniculatus.
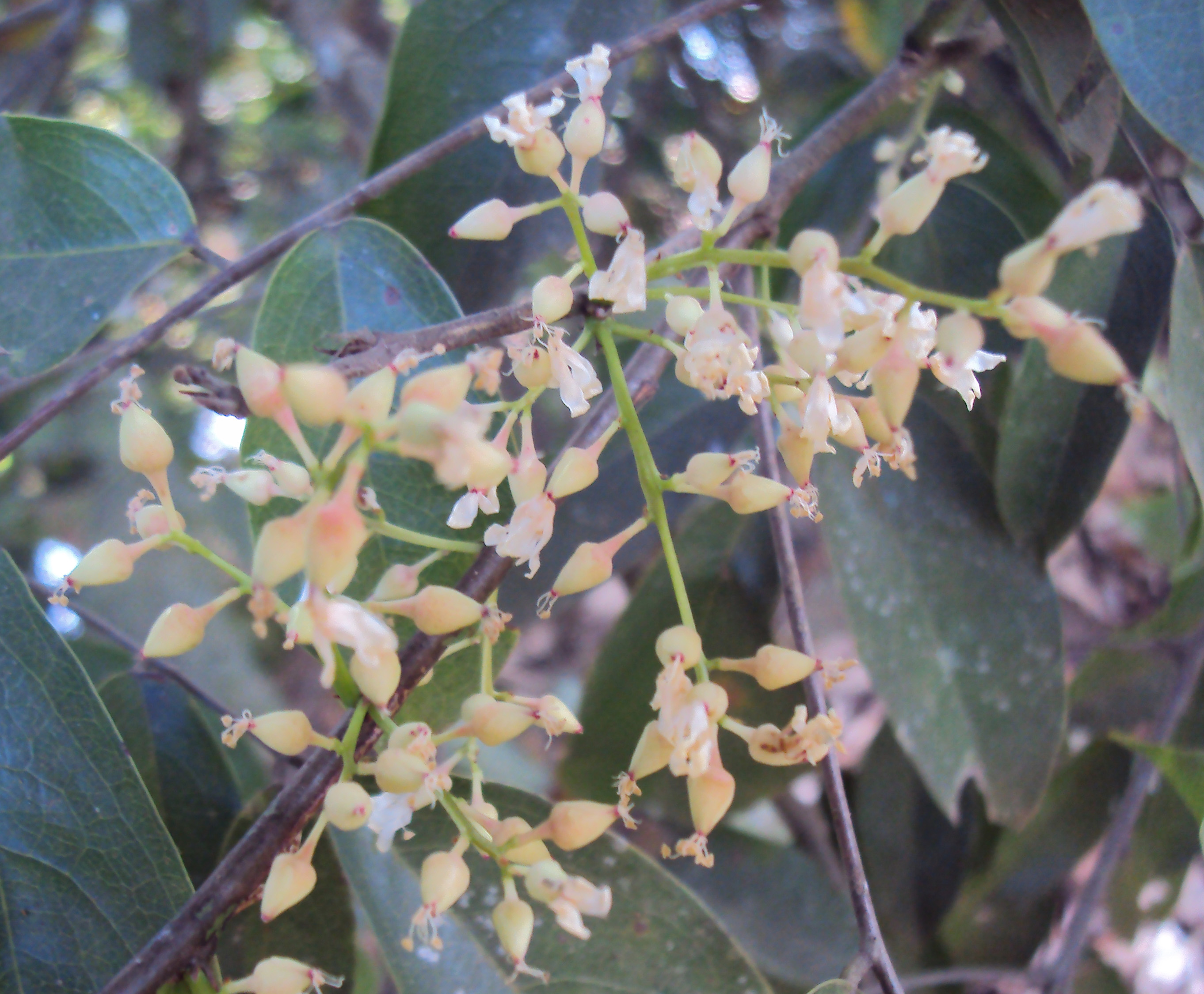
Inflorescências de Connarus wightii.
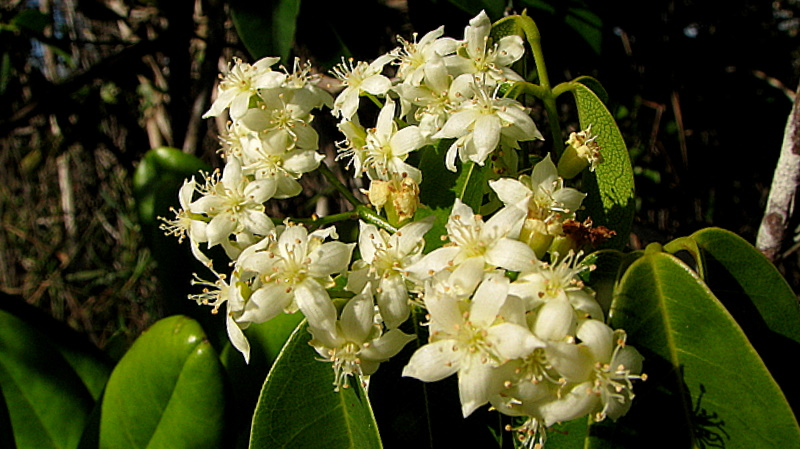
Flores de Rourea doniana.
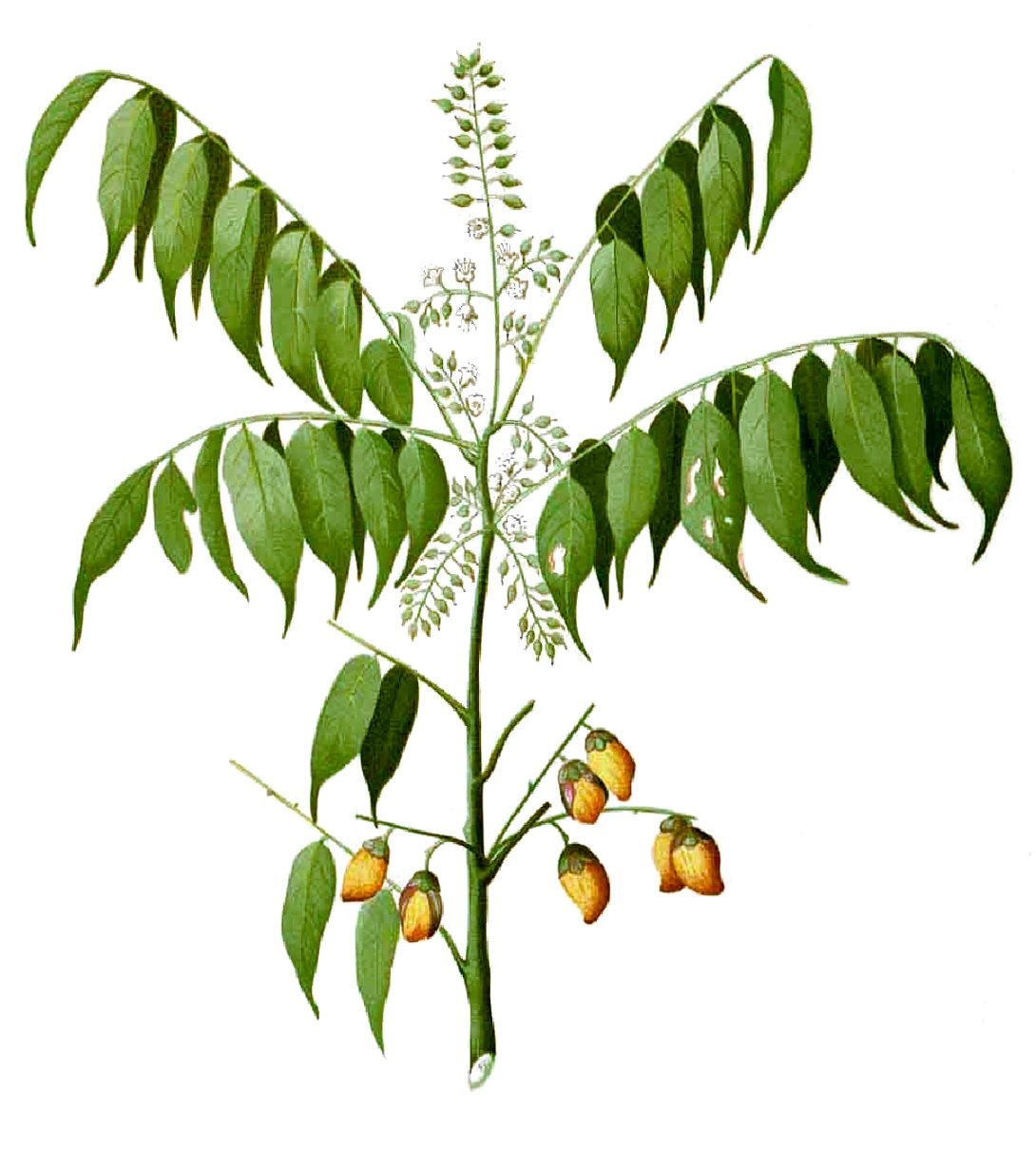
Connarus paniculatus (ilustração).
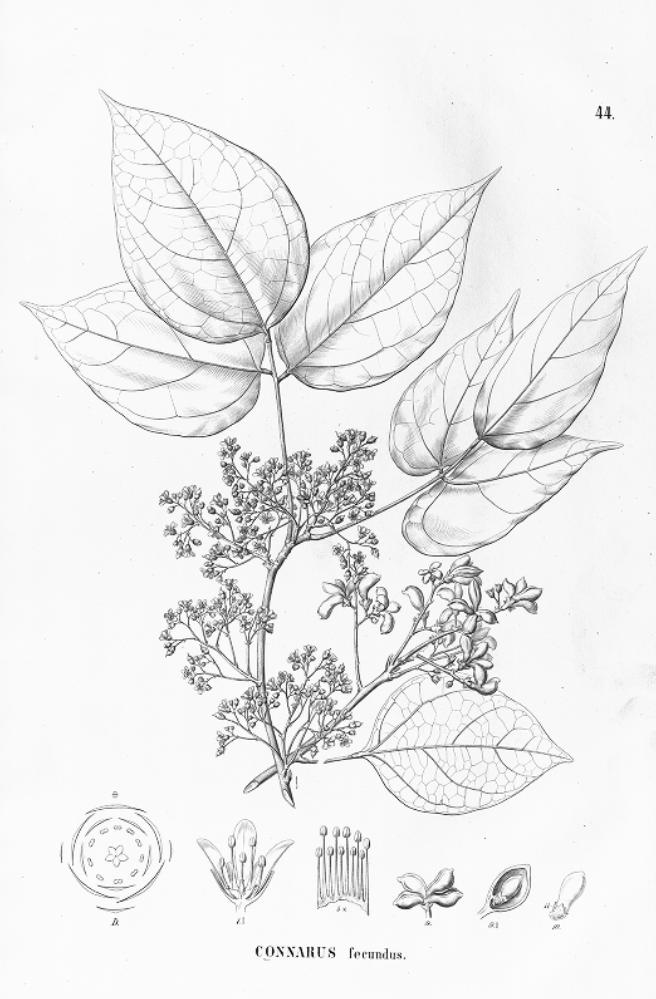
Connarus fecundus (gravura).